# کاپیل جهاوری
کاپیل جهاوری (به انگلیسی: Kapil Jhaveri) (زاده ۸ نوامبر ۱۹۸۰) بازیگر، مدل هندی است.
از فیلم‌هایی که وی در آن نقش داشته است می‌توان به ساوان اشاره کرد.